# Целовальников, Олег Николаевич
Оле́г Никола́евич Целова́льников (род. 1 июня 1969) — советский и российский футболист, вратарь, судья категории ФИФА. Мастер спорта СССР.

## Карьера
Воспитанник ФК «Волгарь». Выступал за «Волгарь», в высшей лиге СССР за «Ротор», а также за нижегородский «Локомотив» и украинские команды «Закарпатье» и «Черноморец-2».
В 25 лет получил тяжёлую травму позвоночника, спустя несколько месяцев после операции понял, что вернуться на прежний уровень не получится. Завершив карьеру игрока, работал тренером в детской спортивной школе, а параллельно начал обслуживать матчи в качестве бокового судьи. Имеет категорию ФИФА. Долгое время занимал должность тренера-преподавателя центра подготовки футболистов «Волгаря». С сезона 2014/15 — начальник команды «Волгарь». В июле 2017 года был назначен спортивным директором клуба.

## Семья
Сын — Владислав Целовальников (род. 1991) — футболист, вратарь.